# Greatest Hits Vol. 3 (The Supremes)
Greatest Hits Vol. 3 è una compilation del gruppo Diana Ross & The Supremes, pubblicato dalla Motown nel 1969. Sono contenuti nell'album tutti i successi del gruppo dal 1967 al 1969, ad eccezione dei duetti con i Temptations.

## Tracce

### Lato A
1. Reflections (Holland-Dozier-Holland)
2. Love Is Here and Now You're Gone (Holland-Dozier-Holland)
3. Someday We'll Be Together (Harvey Fuqua, Johnny Bristol, Jackey Beavers)
4. Love Child (Frank Wilson, Pamela Sawyer, Deke Richards, Henry Cosby, R. Dean Taylor)
5. Some Things You Never Get Used To (Nickolas Ashford, Valerie Simpson)
6. Forever Came Today (Holland-Dozier-Holland)

### Lato B
1. In and Out of Love (Holland-Dozier-Holland)
2. The Happening (Holland-Dozier-Holland, Frank DeVol)
3. I'm Livin' In Shame (Wilson, Sawyer, Richards, Cosby, Taylor)
4. No Matter What Sign You Are (Berry Gordy, Cosby)
5. The Composer (Smokey Robinson)

## Classifiche
| Classifica (1970)               | Posizione più alta |
| ------------------------------- | ------------------ |
| U.S. Billboard 200              | 31                 |
| U.S. Billboard R&B Albums Chart | 5                  |